# Mike van der Hoorn
Mike van der Hoorn, né le 15 octobre 1992 à Almere, est un footballeur néerlandais qui joue au poste de défenseur central à FC Utrecht.

## Biographie

### En club

#### FC Utrecht
Il rejoint l'équipe de jeunes du FC Utrecht en 2006, et joue avec l'équipe première du club pour la première fois le 15 mai 2011, contre l'AZ Alkmaar. Il marque un doublé avec le club contre le SBV Excelsior le 30 mars 2012 (victoire 3-2).
Lors de la saison 2012-13, Van der Hoorn devient défenseur titulaire du club, et participe à la qualification du club à la Ligue Europa, où ils perdront lors des matchs de qualification.

#### Ajax Amsterdam
Mike van der Hoorn rejoint officiellement l'Ajax Amsterdam le 5 juillet 2013, pour une somme de 3,8 millions d'euros.
Il joue avec l'Ajax pour la première fois le 13 juillet 2013 contre le RKC Waalwijk (Match amical). Il marque la première fois avec son nouveau club le 28 juillet de la même année dans un autre match amical, contre Willem II.
Son premier match officiel en Eredivisie avec l'Ajax a lieu contre le Feyenoord Rotterdam. Il joue son premier match dans une compétition européenne le 25 novembre 2014 contre le PSG lors d'un match de ligue des champions.
Van der Hoorn marque son premier but européen le 19 mars 2015 le Dnipro Dnipropetrovsk.

### En sélections nationales
Van der Hoorn joue pour la première fois avec l'équipe des Pays-Bas espoirs le 5 février 2013, contre la Croatie espoirs.

## Palmarès
- Champion des Pays-Bas en 2014 avec l'Ajax Amsterdam[9].
- Vice-champion en 2016 avec Ajax
- Vainqueur de la Coupe Eusébio en 2014 avec l'Ajax Amsterdam[10].